# Sünder ohne Zügel
Sünder ohne Zügel je studiové album od německé kapely In Extremo.

## Seznam skladeb
1. „Wind“ – 4:27
2. „Krummavisur“ – 3:50
3. „Lebensbeichte“ – 4:40
4. „Merseburger Zaubersprüche II“ – 4:24
5. „Stetit Puella“ – 4:06
6. „Vollmond“ – 4:01
7. „Die Gier“ – 3:48
8. „Omnia Sol Temperat“ – 4:14
9. „Le'or Chiyuchech“ – 3:12
10. „Der Rattenfänger“ – 4:15
11. „Óskasteinar“ – 3:25
12. „Nature Nous Semont“ – 4:33
13. „Unter Dem Meer“ – 5:14